# Districtul Kitzingen
Districtul Kitzingen este un district rural (Landkreis) din regiunea administrativă Franconia Inferioară, landul Bavaria, Germania.

## Orașe și comune
| orașe 1. Dettelbach (6.866) 2. Iphofen (4.423) 3. Kitzingen (21.178) 4. Mainbernheim (2.317) 5. Marktbreit (3.741) 6. Marktsteft (1.764) 7. Prichsenstadt (3.226) 8. Volkach (9.451) comune (târg) 1. Abtswind (798) 2. Geiselwind (2.417) 3. Großlangheim (1.577) 4. Kleinlangheim (1.683) 5. Markt Einersheim (1.194) 6. Obernbreit (1.825) 7. Rüdenhausen (835) 8. Schwarzach a.Main (3.574) 9. Seinsheim (1.097) 10. Wiesentheid (4.815) 11. Willanzheim (1.611) | comune 1. Albertshofen (2.032) 2. Biebelried (1.176) 3. Buchbrunn (1.035) 4. Castell (819) 5. Mainstockheim (1.828) 6. Martinsheim (1.045) 7. Nordheim a.Main (1.018) 8. Rödelsee (1.575) 9. Segnitz (858) 10. Sommerach (1.410) 11. Sulzfeld a. Main (1.276) 12. Wiesenbronn (960) |

1. 1 2 3  GeoNames